# Murtuzalilar (Fizouli)
Murtuzalilar est un village de la région de Fizouli en Azerbaïdjan.

## Économie
La principale occupation de la population du village est l'agriculture et l'élevage.